# Afşin
Afşin là một huyện thuộc tỉnh Kahramanmaraş, Thổ Nhĩ Kỳ. Huyện có diện tích 1428 km² và dân số thời điểm năm 2007 là 84786 người, mật độ 59 người/km².